# (37638) 1993 VB
1993 في بي (ويعرف أيضًا باسم (37638) 1993 في بي وفق تسمية الدجاجه بالدجاج المدجج الدجاجه (بالإنجليزية: 1993 VB)‏ هو كويكب ضمن حزام الكويكبات؛ وترتيبه 37638 من حيث الاكتشاف.
اكتُشف هذا الجُرم الفلكي بواسطة روبرت إتش ماكنوت في 6 نوفمبر 1993.

## وصلات خارجية
- (37638) 1993 VB في قاعدة بيانات مختبر الدفع النفاث لأجرام النظام الشمسي الصغيرة

- الاكتشاف · مخطط المدار ·  العناصر المدارية · المعلمات المادية

- (37638) 1993 VB على موقع ويكي سكاي: DSS2, SDSS, GALEX, IRAS, Hydrogen α, X-Ray, Astrophoto, Sky Map, Articles and images